# Kashigaun
Kashigaun (nep. काशीगाउँ) – gaun wikas samiti w zachodniej części Nepalu w strefie Gandaki w dystrykcie Gorkha. Według nepalskiego spisu powszechnego z 2001 roku liczył on 729 gospodarstw domowych i 3546 mieszkańców (1879 kobiet i 1667 mężczyzn).